# Radzanów (powiat mławski)
Radzanów – wieś sołecka w Polsce położona w województwie mazowieckim, w powiecie mławskim, w gminie Radzanów. Leży na północnym Mazowszu, w ziemi zawkrzeńskiej, na prawym brzegu rzeki Wkry. 
Radzanów jest siedziba gminy wiejskiej. Dawniej miasto. Do 1954 roku siedziba wiejskiej gminy Ratowo. W latach 1975–1998 miejscowość należała administracyjnie do województwa ciechanowskiego.
Miejscowość jest siedzibą rzymskokatolickiej parafii św. Rocha należącej do dekanatu strzegowskiego.

## Historia
Historia osady sięga XIII wieku. Radzanów był gniazdem rodowym rodziny Radzanowskich, herbu Prawdzic, wygasłej w 1630 r. Pierwszy znany przedstawiciel rodu Paweł z Radzanowa był na przełomie XIV i XV wieku chorążym płockim. W 1400 r. dziedzic Radzanowa Janusz uzyskał od księcia mazowieckiego Siemowita IV przywilej założenia miasta na prawie chełmińskim. W mieście mogły odbywać się dwa jarmarki rocznie oraz jeden targ tygodniowo.
Prawdopodobnie w tym czasie wzniesiono w rozlewisku Wkry murowany zamek otoczony fosą. Został on zniszczony w czasie wojen szwedzkich w XVII wieku. Obecnie pozostały po nim jedynie wały obronne.
Ok. 1380 r. w miasteczku ufundowano parafię. Pierwsza wzmianka o kościele pochodzi z 1439 r. Przez kilka wieków wznoszono kolejne drewniane kościoły. Pierwotny kościół został zniszczony ok. 1590 r. Następną, drewnianą świątynię wzniesiono, przez Stanisława Radzanowskiego i jego żonę Annę, prawdopodobnie w 1598 r. Przetrwała ona do początku XVIII w. 
Radzanowski w 1597 r. występował jako chorąży płocki. W listopadzie 1598 przy okazji prezenty do ołtarza św. Mikołaja w kolegiacie pułtuskiej wystąpił już jako kasztelan sierpecki i pozostał nim do początku 1606 r. Stanisław Radzanowski zmarł 15 III 1606 r. i razem z żoną Anną (z domu Kostka herbu Dąbrowa) pochowany został w kościele (dzisiaj już nieistniejącym) w Radzanowie. Na jego miejscu w 1859 r. wybudowano nowy, pw. św. Floriana. Córka Radzanowskich Anna, ur. ok. 1560 roku była żoną Feliksa Żelskiego, starosty dobrzyńskiego w 1583, przedtem kasztelana rypińskiego; z nominacji 1577 – 1605 W listopadzie 1603 r. Anna z Brudzewa Latalska wyznaczyła Stanisława Radzanowskiego jednym z wykonawców swego testamentu. 
W 1734 r. wybudowano nowy kościół. Dopiero w 1870 r. rozpoczęto budowę kościoła murowanego. Obecny, neobarokowy kościół parafialny pw. św. Franciszka z Asyżu powstał w latach 1924-1932, według projektu architekta Stefana Szyllera. W ołtarzu głównym znajduje się siedemnastowieczny obraz Matki Boskiej z Dzieciątkiem, szkoły flamandzkiej, przeniesiony ze zniszczonego na pocz. XIX w. kościoła w Zgliczynie. Na uwagę zasługuje również rokokowo-klasycystyczna ambona z II poł. XVIII w. W latach 1958–1959 wykonano polichromię. Gruntowny remont świątyni jest prowadzony od 1980 r. W tym czasie wymienione zostały: dach, zewnętrzne tynki, sklepienie i instalacja elektryczna; odwodniono teren, ponownie pomalowano wnętrze, odnowiono ołtarze oraz uzupełniono umeblowanie i zakupiono organy.
Przez wiele wieków Radzanów był silnym ośrodkiem gospodarczym. Prężnie rozwijało się rzemiosło, szczególnie sukiennictwo. W 1532 r. król Zygmunt I Stary nadał radzanowskim sukiennikom przywilej, zezwalający na używanie własnej cechy, na produkowanych suknach. Eksport sukna, głównie do Prus, przyczynił się do szybkiego rozwoju miasta. Jego największy rozkwit przypadł na II połowę XVI w., kiedy liczyło ok. 500 mieszkańców.
Po bezpotomnej śmierci Marcina Radzanowskiego w 1630 r. miasto przechodziło kolejno w ręce Narzymskich, Niszczyckich (w XVIII w.) oraz Moszyńskich (w XIX w.).
W II poł. XVIII w. na dużą skalę zaczęli osiedlać się w Radzanowie Żydzi. Przyczynił się do tego przywilej, nadany im przez właścicielkę miasta Dorotę z Karczewskich Niszczycką, kasztelanową raciążską.

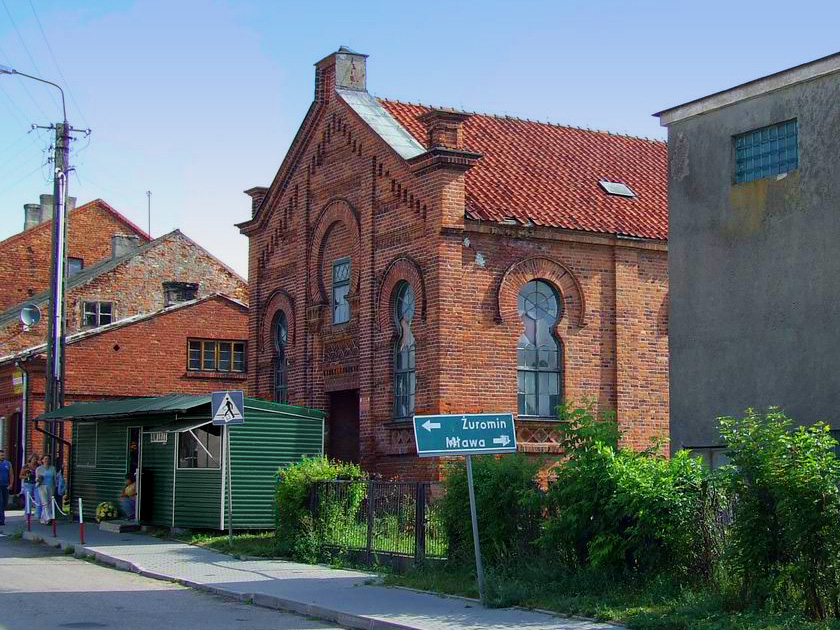
Synagoga w Radzanowie

Na mocy tego dokumentu Żydzi otrzymali na własność dwie ulice, plac pod cmentarz i synagogę, prawo do handlu wszelkimi towarami oraz produkcji i wyszynku wódki. W 1865 Żydzi stanowili aż 45 proc. mieszkańców miasteczka. Z II poł. XIX wieku pochodzi mauretańska, murowana bożnica pobudowana na miejscu wcześniejszej drewnianej. Dziś mieści się w niej biblioteka gminna.
W okresie XVII-XIX w. nastąpił w Radzanowie regres gospodarczy i demograficzny. Przez wiele lat nie odbywały się cotygodniowe targi. Kilkakrotnie miasto nawiedzała epidemia cholery. W wyniku drugiego rozbioru Polski w 1793 r. Radzanów dostał się pod panowanie Prus. W latach 1807–1815 należał do Księstwa Warszawskiego, a po utworzeniu w 1815 r. Królestwa Polskiego miasto znalazło się w jego granicach.
Władze miasta nie dbały o rozwój oświaty. Do czasów powstania styczniowego nie wybudowano tu szkoły. W 1817 miejscowy proboszcz założył szkołę elementarną. Własnym kosztem wynajął dom na szkołę i mieszkanie nauczyciela. Szkoła swoim zasięgiem obejmowała miasto i kilka okolicznych wsi.
20 marca 1863 oraz 17 lipca 1863 miały tu miejsce potyczki Powstania Styczniowego.
1 czerwca 1869 r. Radzanów podzielił los 338 miast Królestwa Polskiego i po blisko pięciu wiekach utracił prawa miejskie, których nigdy już nie odzyskał.
Obecnie Radzanów jest siedzibą gminy wiejskiej o rolniczym charakterze. Rozwinął się tam przemysł jajczarsko-drobiarski, który razem z terenem gmin Bieżuń i Żuromin tworzy jedno z większych zagłębi tego przemysłu na Mazowszu. Funkcjonuje tu również Zakład Utylizacyjny „Bacutil”, zlokalizowany po lewej stronie drogi wiodącej do Strzegowa, który obsługuje obszar Północnego Mazowsza.
Na przełomie lat 1999/2000 w Radzanowie przeprowadzono modernizację sieci telekomunikacyjnej: zainstalowano przekaźnik telefonii komórkowej sieci Era GSM, a w 2001 r. przekaźnik telefonii komórkowej CENTERTEL. Założono również sieć światłowodową (TP S.A.), z której mogło korzystać ponad 90% mieszkańców.
W oddalonym o ok. 3 km Ratowie, położonym na północnym brzegu Wkry, nieopodal ujścia do niej rzeki Mławki, znajduje się zabytkowy zespół klasztorny, z pierwszej połowy XVIII wieku. W skład ww. zespołu wchodzą: murowany kościół pw. św. Antoniego, wybudowany w latach 1736-1760, (pobernardyński) klasztor ss. Misjonarek św. Rodziny i murowana plebania z końca XIX w. W latach 1946–1991 w krypcie kościoła przechowywane były relikwie założycielki ww. zgromadzenia błogosławionej Bolesławy Lament.

## Zabytki
- Kościół św. Franciszka z Asyżu
- Synagoga
- Cmentarz żydowski
- Zamczysko – w zakolu rozlewiska rzeki Wkry w miejscu wcześniejszego obiektu obronnego zbudowano w XVI wieku murowany zamek lub dwór obronny, wzmiankowany w 1543 roku jako fortalicja Radzanowo[10]. Obiekt ten został zniszczony przypuszczalnie w czasie wojen szwedzkich w połowie XVII wieku. Zachowały się wały w kształcie prostokąta o wymiarach 50 na 43 metry. Wysokość wałów od strony wewnętrznej około 2,5-2,7 metra. Znaleziono fragmenty cegieł, zaprawy, kafli i ceramikę. W 1966 roku dr Jerzy Pyrgała wykonał badania sondażowe. Stanowisko zostało wpisane do rejestru zabytków 26 marca 1960 roku pod numerem 249[10].